# Marin Goleminov
Marin Petrov Goleminov (bulgarsk: Марин Големинов; født 8. september 1908, død 19. februar 2000 i Kustendil, Bulgarien) var en bulgarsk komponist, violinist, dirigent og professor.
Goleminov hører sammen med Lubomir Pipkov til de ledende komponister fra Bulgarien i det 20. århundrede.
Han studerede på Schola Cantorum i Paris hos bl.a. Vincent d'Indy, Paul le Flem og på École Normale de Musique hos Paul Dukas (1931-1934). Han vendte tilbage til Bulgarien i 1934 og spillede i forskellige musikalske klassiske ensembler (1934-1938). Goleminov har komponeret fire symfonier, orkesterværker, fire operaer, kammermusik, korværker og scenemusik. Han var inspireret af den bulgarske folklore, som han benyttede i sine klassiske kompositioner.

## Udvalgte værker
- Symfoni nr. 1 "Børne symfoni" (1963) - for orkester
- Symfoni nr. 2 (19?) - for orkester
- Symfoni nr. 3 "Verden, Verden" (1970) - for sangsolister, kor og orkester
- Symfoni nr. 4 "Shopofonia" (1978) - for kammerorkester
- "Ivalo" (1959) - opera
- "Zograft Zakhary" (1971) - opera
- Strygerkoncert (1963) - for strygerorkester
- Symfoniske variationer "over Dobri Christoff" (1942) - for orkester
- Cellokoncert (1950) - for cello og orkester